# Judaísmo secular

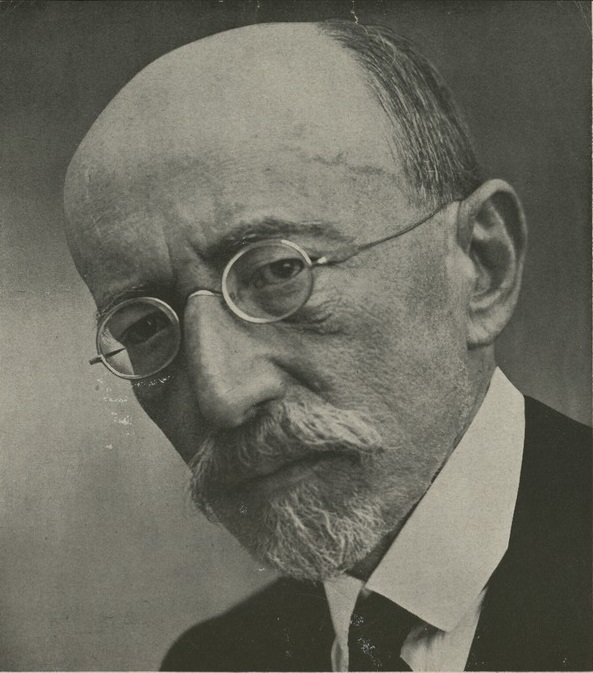
Ahad Ha'am, uno de los ideólogos secularistas judíos más destacados.

El judaísmo secular corresponde al pueblo judío no religioso y su cuerpo de trabajo asociado. Entre los judíos seculares, las fiestas tradicionales pueden celebrarse como festivales históricos y naturales, mientras que los eventos del ciclo de vida como nacimientos, matrimonios y defunciones pueden catalogarse como sucesos seculares pero importantes.
A lo largo de la historia moderna, comenzando con la Ilustración, los pensadores judíos han desafiado al judaísmo tradicional. Desde la época de Baruch Spinoza y su «moral agnóstica», surgió la creencia del sentido humano de la moralidad a través de la educación y la vida familiar, no así de la moral religiosa.
A finales del siglo XIX y principios del siglo XX, Ajad Ha'am contribuyó al movimiento secular con sus ideas sobre la identidad nacional judía, la religión y la práctica religiosa. Además vio en la tradición cultural religiosa judía un aporte íntegro para la educación de los judíos seculares.